# Banat
För andra betydelser, se Banat (olika betydelser).

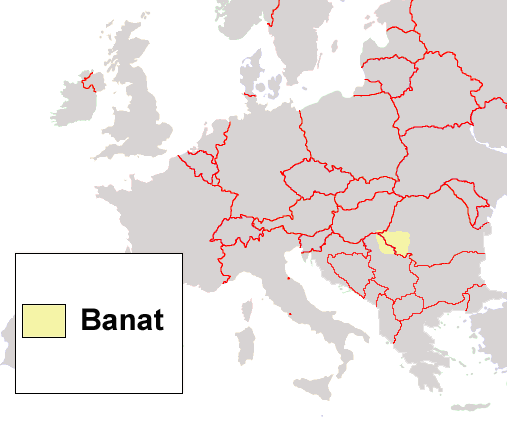
Temesvárbanatet, vanligen kallat Banatet, ligger idag i gränstrakten mellan Rumänien, Serbien och Ungern.

Banat var förr gränsprovinser i kungariket Ungern, över vilket en ban härskade, såsom i dåvarande Dalmatien, Kroatien och Slavonien.
Efter krigen mot Osmanska riket bestod blott ett banat, Temesvárbanatet (Temesbanatet), som dock aldrig haft någon ban. Idag är detta ett historiskt landskap i gränstrakten mellan Serbien, Ungern och Rumänien, och kallas allmänt Banatet.
Liknande arv märks i namnet på det historiska landskapet Banovina i Kroatien, söder om staden Sisak. På 1930-talet användes beteckningen banoviner för den administrativa regionerna i kungariket Jugoslavien.